# لون (أغنية)
لون هي أغنية راب اجتماعية، صدرت في 29 ديسمبر 2017،، على منصة أنغامي، لمغني الراب الجزائري امحمد بوعزدية، المعروف في الوسط الفني بأسم ميدو، هي أغنية راب اجتماعية، والتي يتحدث فيها عن نفسه وعن استيائه من غدر الأصدقاء، وتكلم أيضا عن العلاقات اجتماعية وثقاء لعمياء في ناس، تم إطلاقها في حدود 29 ديسمبر 2017 على منصة يوتيوب.